# کادمیم تلورید
کادمیم تلورید (انگلیسی: Cadmium telluride) یک ترکیب بلورین تشکیل شده از کادمیم و تلوریم است.